# ليو بيرتوس
ليو بيرتوس (بالإنجليزية: Leo Bertos)‏، من مواليد 20 ديسمبر 1981، لاعب كرة قدم نيوزلندي.
يلعب مع نادي ويلينغتون فينيكس.
بدأ باللعب مع منتخب نيوزلندا لكرة القدم في عام 2003.

## روابط خارجية
- ليو بيرتوس على موقع الاتحاد الدولي (مؤرشف)  (الإنجليزية)
- ليو بيرتوس على موقع قاعدة بيانات كرة القدم.إي يو (الإنجليزية)
- ليو بيرتوس على موقع ناشيونال فوتبول تيمز (الإنجليزية)
- ليو بيرتوس على موقع Soccerbase.com (لاعب) (الإنجليزية)
- ليو بيرتوس على موقع Soccerway.com (الإنجليزية)
- ليو بيرتوس على موقع عالم كرة القدم.نت (الإنجليزية)